# Uruguaiana
Uruguaiana là một đô thị thuộc bang Rio Grande do Sul, Brasil. Đô thị này có diện tích 5713 km², dân số năm 2007 là 136364 người, mật độ 23,9 người/km².